# Сан-Хинес-де-ла-Хара
Сан-Хинес-де-ла-Хара (исп. Monasterio de San Ginés de la Jara) — монастырь в селе Эль Беал, в муниципалитете Картахена около Мар-Менор в Испании. Расположен на склонах холма Кабесо де Сан Хинес, по преданию, на месте земных подвигов Святого Генезия из Картахены. Основан в 1250 году королём Альфонсом X Мудрым. С XVI века обитель находится в ведении францисканцев. В настоящее время монастырь находится в плачевном состоянии.

## История
Ещё до XI века во времена мусульманского правления место, на котором ныне находится монастырь, особо почиталось местными жителями. Это был плодородный оазис в засушливой местности близ Картахены.
В XIII веке здесь была построена часовня с оборонительной башней, в которой подвизались монахи-доминиканцы.
В 1541 году Папа Павел III подтвердил народное почитание святого Генезия из Картахены и установил 25 августа богослужение в честь святого отшельника.
Существующий ныне монастырь был построен францисканцами в XVI веке на пожертвования маркиза де лос Велеса. Этим временем датируется возведение главного фасада, на котором изображены гербы францисканцев и маркиза-благотворителя.
За исключением фасада в стиле Ренессанс, монастырский комплекс подвергся полной реконструкции в XVII веке. Тогда же была построена церковь с одним нефом и шестью капеллами (по три с каждой стороны), с пресвитерием и главным алтарем. В церкви были хоры и орган в стиле барокко, ныне утраченные. В XIX веке в обители возвели колокольню, несколько скитов на соседнем холме и ряд хозяйственных построек. Но уже в этом веке монастырь пришел в упадок. Некоторые часовен с фресками XVII века были разрушены.
Сегодня, несмотря на то, что монастырь был объявлен памятником культурного наследия 28 февраля 1992 года, его строения находятся в плачевном состоянии и нуждаются в реконструкции. Многие предметы внутреннего убранства безвозвратно утеряны, а часть храма и монастыря оказались подтоплены. Монастырский сад и оазис пришли в запустенье.
Ассоциацией Hispania Nostra монастырь был включен в Красный список памятников культурного наследия, находящихся под угрозой исчезновения.
25 августа, в день святого покровителя монастыря, Генезия из Картахены, в обитель совершается традиционное паломничество из Картахены.